# ヨハン・クリストフ・レーリング
ヨハン・クリストフ・レーリング（Johann Christoph Röhling、1757年4月12日 - 1813年12月19日）はドイツの司祭、植物学者である。
ダルムシュタット近郊の町グンデルンハウゼン（現在のロスドルフの一部）で、貧しい織物工の家に生まれた。子どもの頃から植物に興味を持ち、ラテン語を学び始めた。ダルムシュタットで学び、1778年にギーセン大学に入学し、養蜂をしながら神学を学び、余暇に植物学を学んだ。フランクフルト・アム・マインでしばらく教師をした後、1792年からブラウバッハ、1800年からヴィースバーデンのブレッケンハイム地区、そして1802年からはホーホハイム・アム・マインのマッセンハイム地区で司祭を務め、マッセンハイムで没した。
著書 Deutschlands Flora（「ドイツの植物」）は1796年に初版が出版され、第2版はレーニングの没する少し前に出版された。1823年から1839年の間に、フランツ・カール・メルテンスとヴィルヘルム・ダニエル・ヨーゼフ・コッホによって、拡充された改訂版が出版された。その他の著書に Deutschlands Moose（「ドイツのコケ類」、1800年）がある。
ビワモドキ科のRoehlingia suaveolens Dennst.に献名された。